# زی‌ایو رابین

زی‌ایو رابین

زی‌ایو رابین (به انگلیسی: Ze'ev Rubin) (متولد ۱۹۴۲ - درگذشت ۲۰۰۹) استاد تاریخ باستان در دانشگاه تل آویو بود که درگذشته‌است. او بهترین مورخ ساسانیان بود که مقالاتی در مورد اصلاحات مالیاتی خسرو انوشیروان، نیروی نظامی ساسانیان و رابطه ساسانیان و رومیان نوشته‌است. او عضو مدرسهٔ مطالعات مشرق‌زمین و آفریقا است.

## آثار
- مشارکت در نوشتن تاریخ باستان کمبریج (فصل سلطنت ساسانی).[۳]

- Zeev Rubin, “The Reforms of Khusrō Anūshirwān,” in Averil Cameron, ed. , The Byzantine and Early Islamic Near East III: States, Resources and Armies, Princeton, 1986